# مآثر الشاب دون جوان
مآثر الشاب دون جوان (بالفرنسية: Les exploits d'un jeune Don Juan)‏ هو فيلم فرنسي إيطالي من إخراج جيانفرانكو مينجوزي وبطولة سيرينا جراندي، كلودين أوجيه ومارينا فلادي. الفيلم مبني على رواية تحمل نفس الاسم للكاتب غيوم أبولينير.

## القصة
يعود روجر إلى المنزل من المدرسة الداخلية في سن 16 عامًا خلال إجازته، وتصف هذه القصة كيف تأثر سن البلوغ بشدة في منزل مليء بالنساء الجميلات. هؤلاء النساء لهن ارتباطات سابقة مع رجال آخرين بعيدين، وخلال هذا الوقت، قام روجر بتقليحهم جميعًا، بما في ذلك عمته وأخته، ثم وضع خططًا لاذلال رجالاتهم.

## وصلات خارجية
- مآثر الشاب دون جوان على موقع IMDb (الإنجليزية)
- مآثر الشاب دون جوان على موقع ألو سيني (الفرنسية)
- مآثر الشاب دون جوان على موقع Turner Classic Movies (الإنجليزية)
- مآثر الشاب دون جوان على موقع أول موفي (الإنجليزية)
- مآثر الشاب دون جوان على موقع فيلمافينيتي (الإسبانية)
- مآثر الشاب دون جوان على موقع قاعدة بيانات الفيلم (الإنجليزية)
- مآثر الشاب دون جوان على موقع ليتربوكسد (الإنجليزية)
- مآثر الشاب دون جوان على موقع كينوبويسك (الروسية)